# Bataille de Good's Farm
Guerre de Sécession
Batailles
Campagne de la vallée de Shenandoah (1862)
- 1re Kernstown
- McDowell
- Front Royal
- 1re Winchester
- Good's Farm
- Cross Keys
- Port Republic

La bataille de Good's Farm est une brève escarmouche entre les confédérés et les fédéraux lors de la campagne de la vallée de la Shenandoah pendant la guerre de Sécession. Après un bref combat, le commandant confédéré Turner Ashby est tué.
Alors que l'armée de Stonewall Jackson se retire sous la pression des forces supérieures du major général John C. Frémont, se déplaçant d'Harrisonburg vers Port Republic, le colonel Turner Ashby commande l'arrière-garde. Le 6 juin 1862, près d'Harrisonburg, le 1st New Jersey Cavalry attaque la position d'Ashby à Good's Farm. Bien qu'Ashby repousse l'attaque de cavalerie, un combat d'infanterie survient ensuite : son cheval est abattu et Ashby charge à pied. Après quelques pas, il est touché au cœur, et meurt instantanément. L'origine du tir fatal a été perdue. Les soldats du 13th Pennsylvania Reserve Infantry, les « Bucktails », en réclament le crédit, mais des quelques récits font part d'un tir fratricide. Ses derniers mots sont « En avant mes braves ! ». Il avait été proposé à la nomination de brigadier général juste dix jours auparavant.